# شهر التمیرانو
شهر التمیرانو (به اسپانیایی: Altamirano Municipality) یک منطقهٔ مسکونی در مکزیک است که در چیاپاس واقع شده‌است.

## خصوصیات
شهر التمیرانو ۱٬۱۲۰ کیلومترمربع مساحت و ۲۱٬۹۴۸ نفر جمعیت دارد.